# الساندرو سیکوتی
الساندرو سیکوتی (انگلیسی: Alessandro Cicutti؛ زادهٔ ۲۶ مهٔ ۱۹۸۷) بازیکن فوتبال اهل ایتالیا است.
از باشگاه‌هایی که در آن بازی کرده‌است می‌توان به باشگاه فوتبال ویچنزا و باشگاه فوتبال آلساندریا اشاره کرد.